# Magí Ramentol i Cadevall
Magí Ramentol i Cadevall   (Teià, 1898 - 1968) va ser un músic i sacerdot català exclaustrat, molt vinculat a Rubí, on té dedicat un carrer.

## Biografia
Va néixer a Teià (el Maresme) i va ingressar al seminari de Barcelona, d'on en dirigia la coral. Quan va ser ordenat, el destinaren a la parròquia de Sant Pere de Rubí, on el rector era Josep Guardiet i Pujol ajudat pel vicari Antoni Malats. Va fundar el museu de Rubí el 1923, i amb la fundació de l'Esbart Dansaire de Rubí en 1923 per Josep Guardiet, amb Leandre Peracaula com a director musical, tocava el piano als assaigs i l'any 1924, quan va dirigir els Pastorets per primer cop a Rubí, i 1927 dirigia la Schola cantorum de l'església del Sant Esperit de Terrassa. Posteriorment, mossèn Guardiet el va encarregar d'assumir la direcció musical de la parròquia de Sant Pere. A Rubí va dirigir l'Schola cantorum, amb concerts a l'església i al Casal Popular. A més, fou professor de música a les Escoles Ribas.
Durant la dècada de 1930 es va absentar de la població, on tornà acabada la guerra civil espanyola. Fou aleshores quan dirigí els cors masculins de La Lira Rubinense, la coral de Sant Pere de Rubí i la Unión Rubinense. Els temes cantats eren bàsicament de tipus religiós. La seva major contribució a la cultura local fou la creació de l'Orpheus Femina el 1951, sorgit de l'Agrupació Coral de la Secció Femenina de FET i de les JONS, i la de l'Orfeó de Rubí, el 1957, que tingué una vida efímera.